# Пустынный конный корпус
Пустынный конный корпус (англ. Desert Mounted Corps) — кавалерийский корпус, воевавший на стороне Антанты в годы Первой мировой войны на Ближнем Востоке (Синай, Палестина) в 1917 —1918 годах.

## Формирование, организация и боевой путь
Был сформирован в декабре 1916 года под названием Пустынная колонна (англ. Desert Column), а командующим был назначен Филипп Четвуд. 
Помимо кавалерийских частей поддержку колонне осуществляли пехотные части, прикреплённые к ней.
В состав колонны входили:
- Конная дивизия АНЗАК
- Имперская конная дивизия
- Имперская корпусная верблюжья бригада
- 42-я пехотная дивизия (восточно-ланкаширская)
- 52-я пехотная дивизия (лоулендская)
- 53-я пехотная дивизия (уэльская)

В августе 1917 года Пустынная колонна была расширена до корпуса после реорганизации вооружённых сил союзников генерала Алленби из-за провала во второй битве за Газу. Пехотные части были выведены из его состава. Командиром был назначен Генри Шовел. Пустынный конный корпус не был корпусом АНЗАК — в нём было много английских и индийских кавалерийских бригад, а также французская колониальная кавалерия, но солдаты и офицеры из Австралии и Новой Зеландии были в большинстве, поэтому командующим был назначен австралиец.
В состав корпуса входили:
- Конная дивизия АНЗАК
- Австралийская конная дивизия
- Имперский верблюжий корпус
- Йоменская конная дивизия

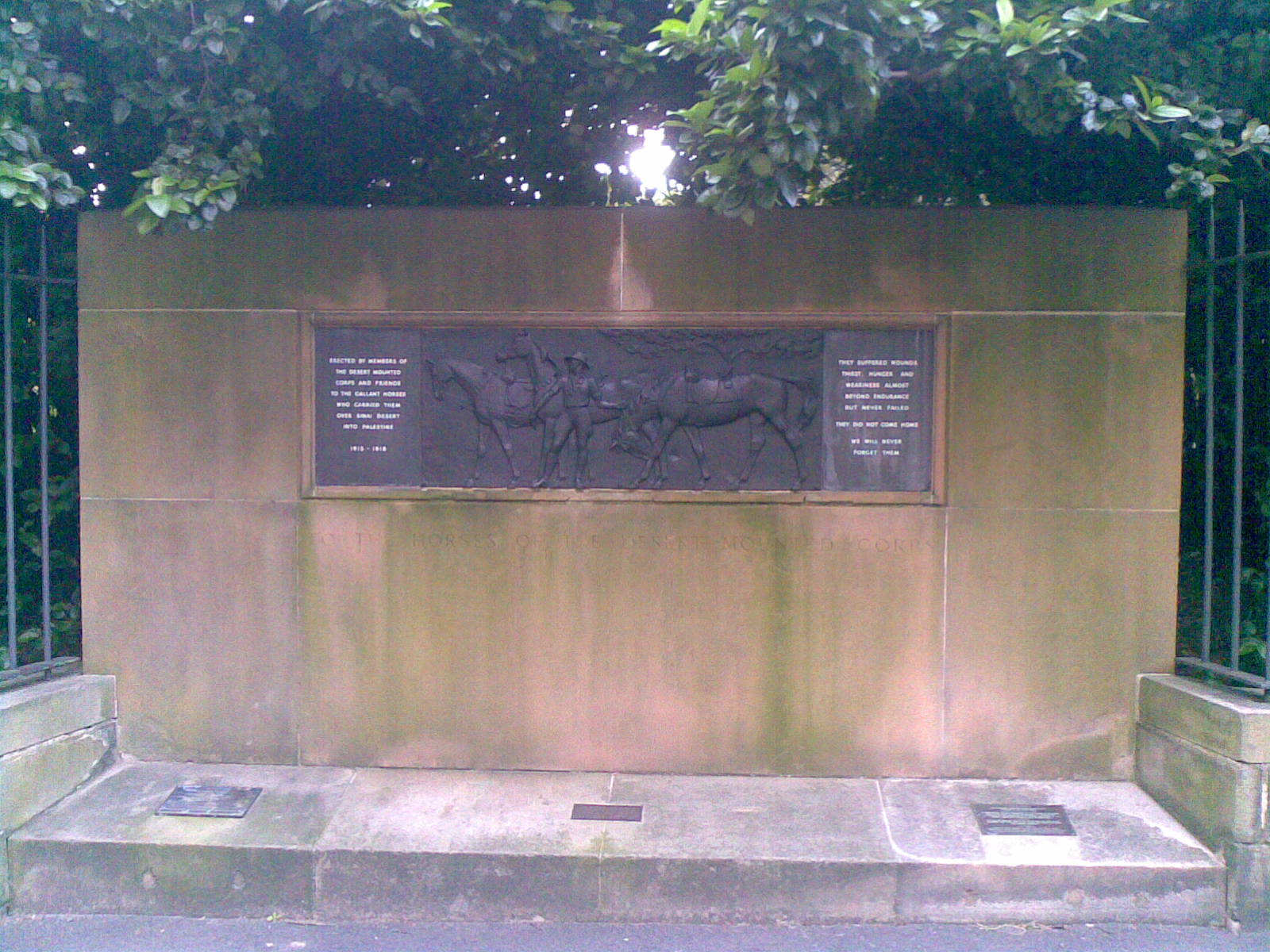
Мемориальная доска в честь памяти лошадей корпуса
(Королевский ботанический сад, Сидней)

Летом 1918 года корпус был преобразован снова. Две индийские кавалерийские дивизии были переведены с Западного фронта во Франции, а также реорганизована йоменская конная дивизия. Конная дивизия АНЗАК расформирована. Имперский верблюжий корпус был сокращён до батальона, а многие проходившие там службу переведены в Австралийскую конную дивизию. Таким образом корпус стал состоять из:
- 4-я индийская кавалерийская дивизия
- 5-я индийская кавалерийская дивизия
- Австралийская конная дивизия
- 7 батарей королевской конной артиллерии, отряд бронеавтомобилей и 7-й автомобильный патруль.

Пиком боевой славы стало участие корпуса в Синайско-Палестинской кампании 1918 г.